# The Formation World Tour
The Formation World Tour – siódma trasa koncertowa amerykańskiej piosenkarki i autorki tekstów, Beyoncé, promująca jej szósty studyjny album Lemonade. Tournée rozpoczęło się 27 kwietnia 2016 roku w Miami na Florydzie, a zakończyło 7 października 2016 roku w East Rutherford w New Jersey. Nazwa jest odniesieniem do głównego singla płyty, „Formation”.

## Ogłoszenie i sprzedaż
7 lutego 2016 Beyoncé wystąpiła jako gość w trakcie 50. Super Bowl Half-time Show, którego głównym wykonawcą był Coldplay. Po występie wyemitowano reklamę zapowiadającą trasę koncertową The Formation World Tour, której przedsprzedaż miała rozpocząć się 9 lutego. Po ogłoszeniu trasy doszło do zawieszenia strony internetowej piosenkarki, dodatkowo wyszukiwania jej imienia w Google były częstsze, niż samego występu na Super Bowl. Ogólnodostępna dystrybucja biletów zaczęła się 15 lutego i cieszyła się ogromnym zainteresowaniem – występ Beyoncé na Amsterdam Arena wyprzedał się w ciągu 20 minut, natomiast koncerty w Wielkiej Brytanii sprzedały się w ciągu 30 minut. W wyniku dużego zapotrzebowania dodano koncerty w: Nowym Jorku, Londynie, East Rutherford, Los Angeles, Santa Clara, Houston, Nowym Orleanie, Atlantncie, Filadelfii oraz Nashville.
Próby do występów odbyły się na Raymond James Stadium.

## Kompozycja

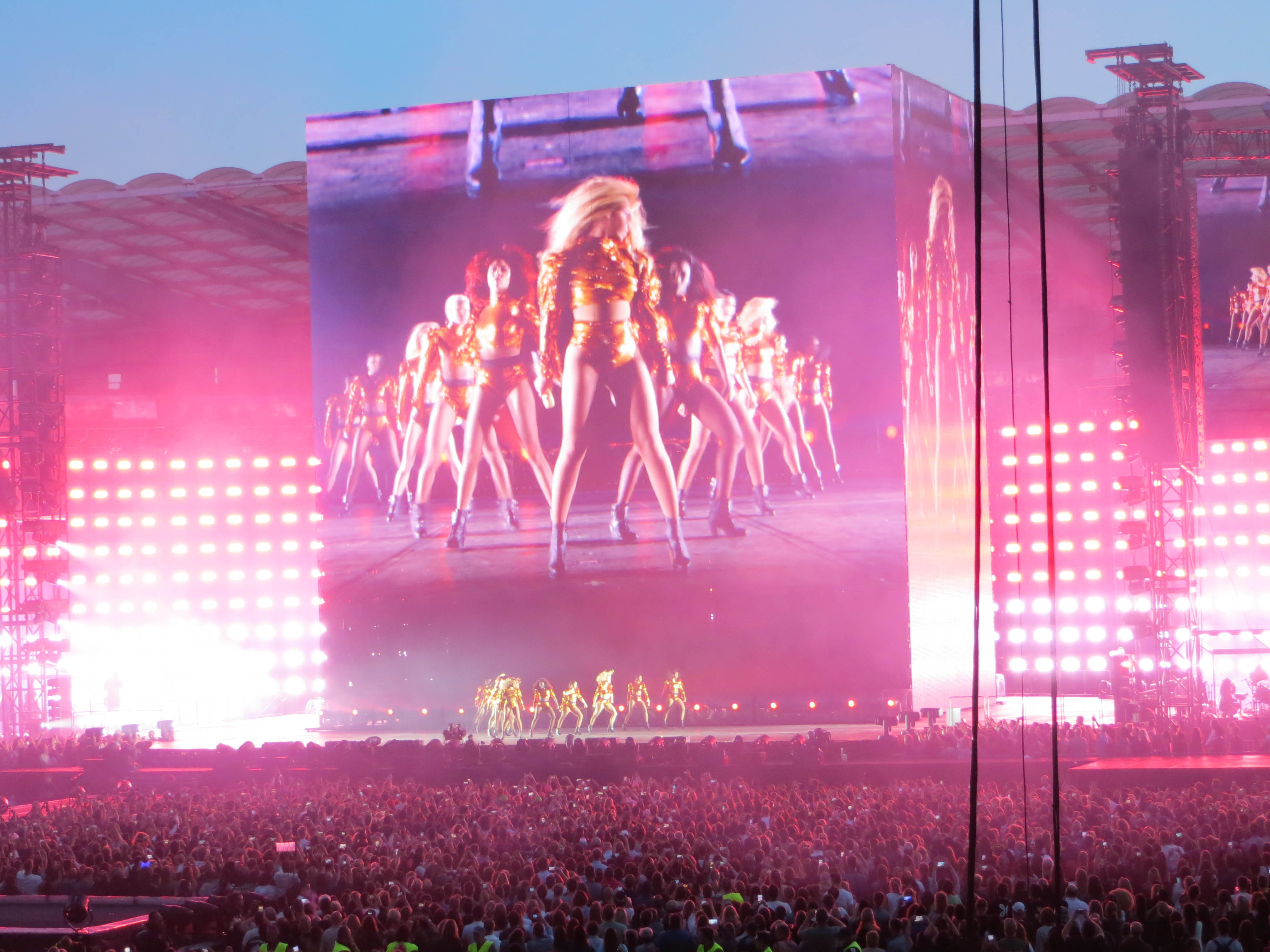
Centralnym punktem głównej sceny trasy był 60-stopowy obrotowy prostopadłościan

Scena została zaprojektowana przez Es Devlin, nominowaną do nagrody Tony projektantkę sceniczną. Jej centralnym punktem jest kwadratowy ekran, obracający się wokół własnej osi. W trakcie show wykorzystywana była również druga scena, która wypełniała się wodą. Stylizacje modowe podczas trasy wybierane były przez Marni Senofonte. Piosenkarka zmieniała w trakcie występu swój strój sześciokrotnie. Nosiła między innymi projekty: braci Dsquared2, Alessandra Michele, Riccarda Tisci oraz Juliena Macdonald.

## Opis koncertu
Na podstawie źródła:
Show trwa około dwóch godzin. Akt pierwszy rozpoczyna się wykonaniem przez Beyoncé utworu „Formation” wraz z tancerkami. Strój otwierający składał się z inspirowanego wiktoriańską modą gorsetowego kombinezonu oraz czarnego kapelusza. Kolejną piosenką jest „Sorry” poprzedzone wizualizacją z fragmentami teledysku pierwszej piosenki. Następnie wykonywany jest utwór „Irreplaceable” w wersji a ccapella. Na ekranie wyświetla się okładka albumu Lemonade, po czym Beyoncé wraz z tancerzami wykonuje utwory „Bow Down” oraz „Run the World (Girls)”.

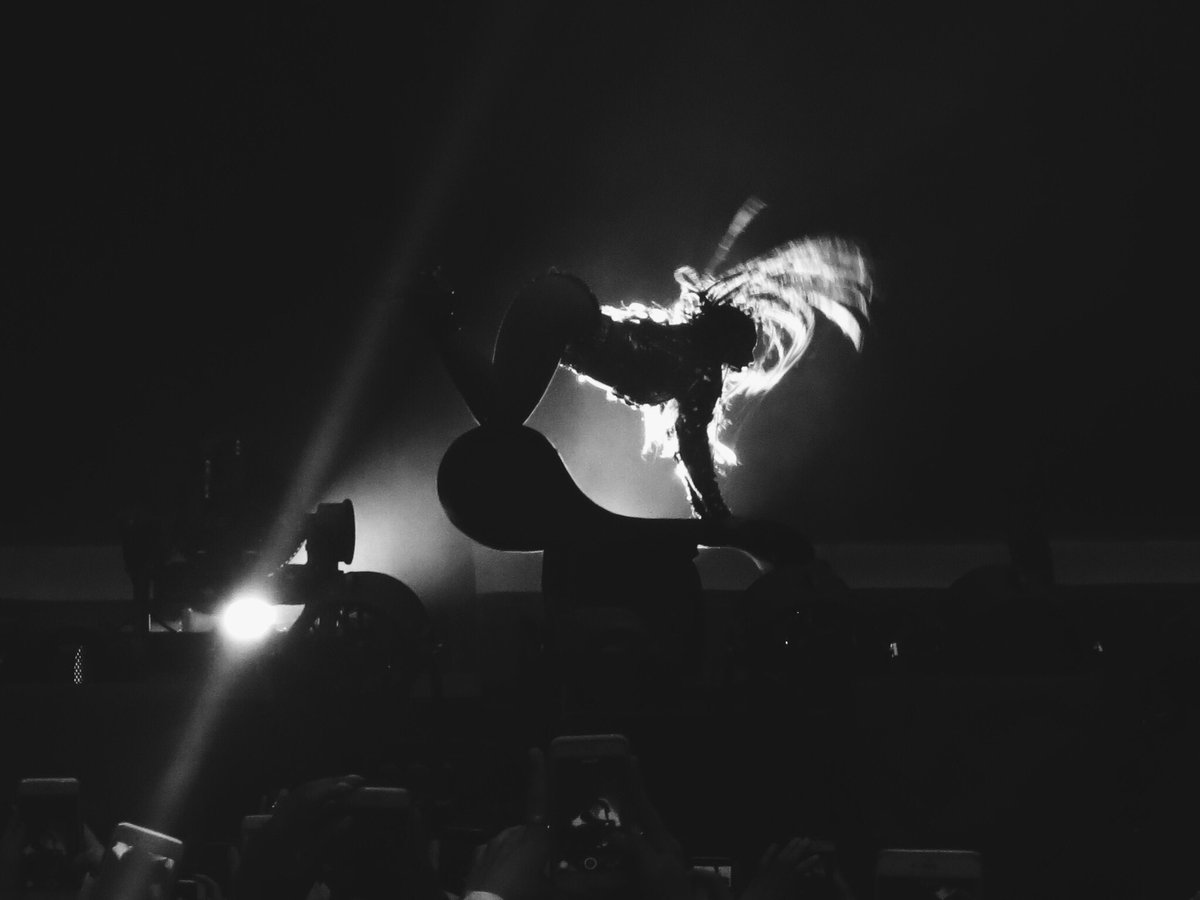
Beyoncé w trakcie wykonywania „Drunk in Love”

Po wyświetlaniu klipu piosenkarka i tancerze powracają na scenę w białych strojach. Wykonywane są utwory „Mine”, „Baby Boy” oraz „Hold Up”, które płynnie przechodzą w „Countdown”. Następnie po perkusyjnym solo Beyoncé zwraca się do publiczności, dziękując za obecność i wykonuje „Me, Myself and I”. Na ekranie pojawia się wizualizacja piosenkarki w wodzie, po czym śpiewany jest utwór  „Runnin' (Lose It All)”. Akt drugi kończy się piosenką „All Night”.

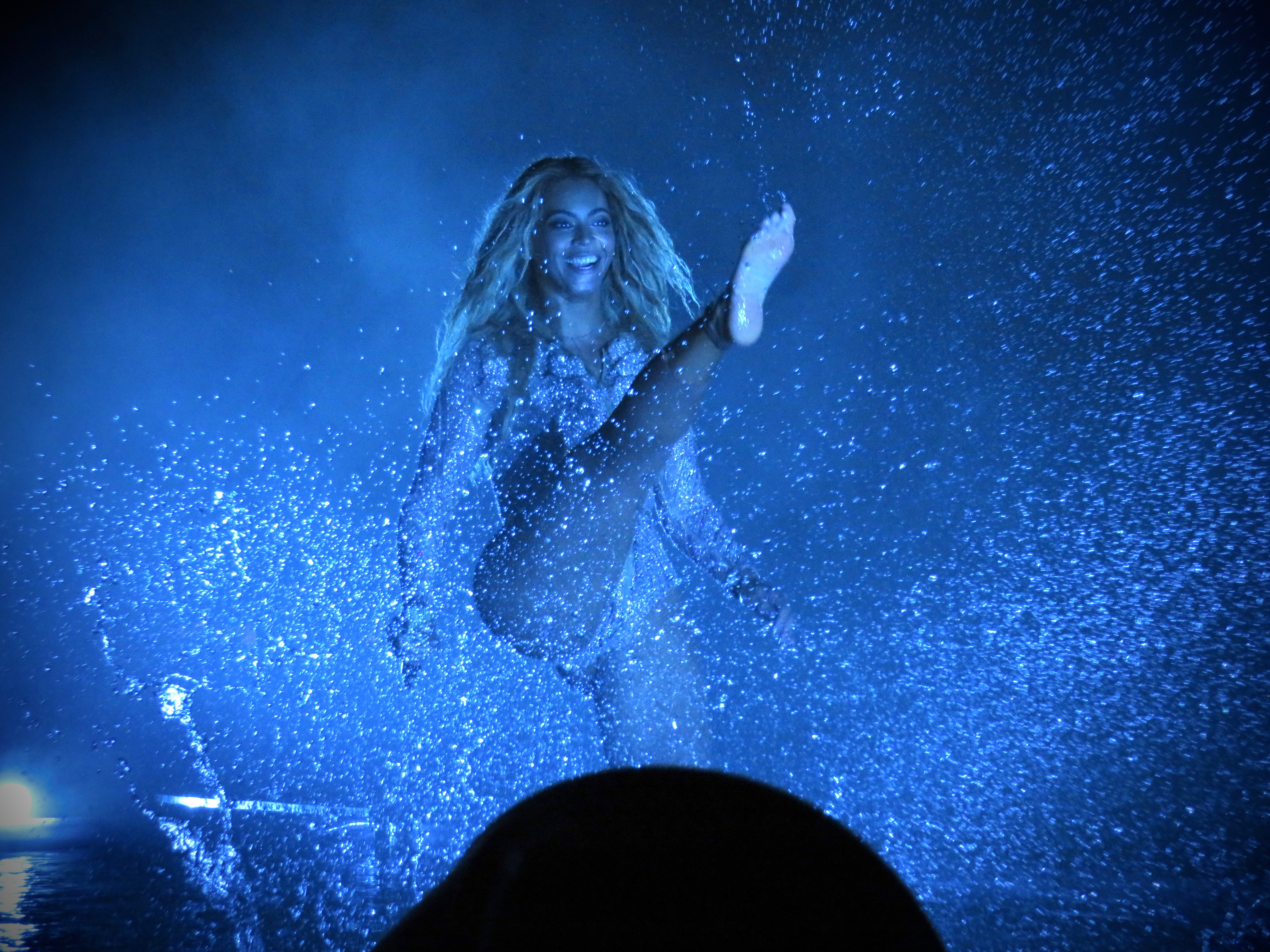
Druga scena w trakcie ostatniego aktu napełniała się wodą

W czasie wyświetlenia fragmentów filmu Lemonade gitarzystka gra solo, płynnie przechodząc w utwór „Don’t Hurt Yourself”. W czasie aktu trzeciego Beyoncé odziana jest w złoty dwuczęściowy strój. Po wykonaniu piosenki Knowles siada na imitacji tronu i wykonuje medley, w tym „Ring the Alarm” i „Independent Women”. Następnie wykonywana jest „Diva”, po czym tancerka wykonuje pokaz akrobatyczny. Piosenkarka wykonuje „Feeling Myself”, „Yoncé”, „Drunk in Love” i „Partition” w towarzystwie tancerzy.
Na ekranie ponownie wyświetlane są wizualizacje, po których na scenie pojawia się Beyoncé w nowym stroju i na rozpoczęcie aktu czwartego wykonuje „Daddy Lessons”. W czasie piosenki przemieszcza się wspólnie z tancerzami na drugą scenę. Następnie powraca na scenę główną i śpiewa utwory „1+1” oraz „The Beautiful Ones” (drugi z nich jako hołd dla Prince'a). Ekran zmienia się na kolor fioletowy i publiczności puszczana jest oryginalna wersja utworu „Purple Rain”.
Akt piąty rozpoczyna się piosenką „Crazy in Love” w wersji z filmu Pięćdziesiąt twarzy Greya. W czasie występu tancerze, ubrani są w czerwone lateksowe stroje, są w konstrukcji podzielonej na kwadraty. Następnie  wykonywana jest oryginalna wersja utworu, podczas której Beyoncé z tancerzami przemieszcza się na drugą scenę. Ponownie powracają na główną scenę, po czym wykonują „Party”, „Blow” oraz „Sweet Dreams”. Akt szósty odbywa się na drugiej scenie z wykorzystaniem wody. Beyoncé wspólnie z tancerzami przemierza główną scenę i wykonuje utwór „Freedom”, pluskając wodą na publiczność. Następnie śpiewa „Survivor” oraz „End of Time”. Przed wykonaniem ostatniej piosenki dziękuje wszystkim osobom zaangażowanym w tworzenie koncertu oraz publiczności. Show kończy piosenka  „Halo”.

## Odbiór

### Krytycy

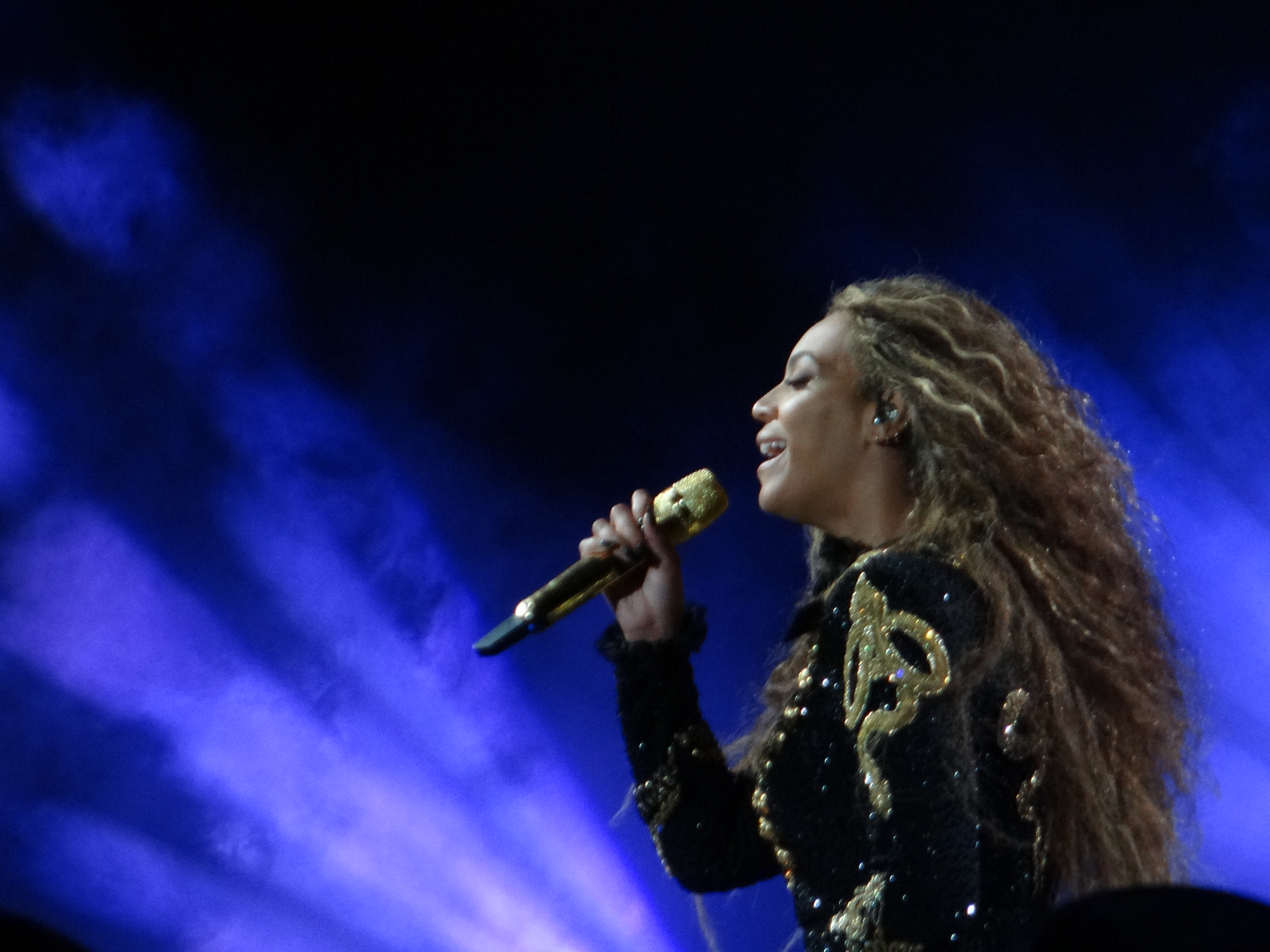
Beyoncé śpiewająca utwór „1+1”

Hermione Hoby z The Guardian przyznała koncertowi maksymalną liczbę pięciu gwiazdek, chwaląc Beyoncé za przekaz koncertu, produkcje wydarzenia oraz kontakt z publicznością. Pisząc dla Rolling Stone, Kat Bein stwierdziła, że Beyoncé jest „doskonałym przykładem  artystki u szczytu jej możliwości”, dodając, że „show było ucztą wizualną, a także emocjonalnym tour de force, pełnym fajerwerków, konfetti, pięknej scenografii i tancerzy”. Melissa Ruggieri z The Atlanta Journal-Constitution doceniła obracający się kwadratowy ekran umiejscowiony na środku sceny oraz układy taneczne i wokal Beyoncé w trakcie wykonywania „1+1”. W 2017 tournée zostało uznane przez czasopismo Rolling Stone za najlepszy koncert  minionych 50 lat, argumentując: „To była uwertura do trasy, która zdefiniowała na nowo inscenizację koncertów na skalę stadionową”. Redakcja magazynu Consequence umieściła The Formation World Tour na pierwszym miejscu listy 25 najlepszych tras koncertowych lat 2010-tych.

### Sukces komercyjny
Formation World Tour przyniosło dochód w wysokości 256 084 556 dolarów przy łącznej liczbie 2 242 099 widzów. Magazyn Pollstar uznał trasę za drugi najbardziej dochodowy koncert na świecie w 2016 roku.

## Lista utworów
Na podstawie źródeł:

 Act I
1. „Formation”
2. „Irreplaceable” (a capella)
3. „Sorry”
4. „Bow Down”
5. „Run the World (Girls)”

Akt II
1. „Mine”
2. „Baby Boy”
3. „Hold Up”
4. „Countdown ”
5. „Me, Myself and I”
6. „Runnin' (Lose It All)”
7. „All Night”

Act III
1. „Don't Hurt Yourself”
2. „Ring the Alarm” (z elementami „Five to One”, „Independent Women Part I”, „Naughty Girl”, „I Been On”)
3. „Diva ”
4. „Flawless (Remix)”
5. „Feeling Myself”
6. „Partition”
7. „7/11”
8. „Drunk in Love”
9. „Rocket”

Akt IV
1. „Daddy Lessons”
2. „Love on Top”
3. „1+1”
4. „The Beautiful Ones”

Akt V
1. „Crazy in Love”
2. „Naughty Girl”
3. „Party”
4. „Blow”
5. Sweet Dreams” (z elementami „Sweet Dreams (Are Made of This)”)

Act VI
1. „Freedom”
2. „Survivor”
3. „End of Time” (z elementami „Grown Woman”)
4. „Halo”

## Występy
Na podstawie źródeł:
| Data                | Miasto           | Kraj              | Miejsce                       | Support                                         | Sprzedaż biletów             | Przychód         |
| Ameryka Północna    | Ameryka Północna | Ameryka Północna  | Ameryka Północna              | Ameryka Północna                                | Ameryka Północna             | Ameryka Północna |
| ------------------- | ---------------- | ----------------- | ----------------------------- | ----------------------------------------------- | ---------------------------- | ---------------- |
| 27 kwietnia 2016    | Miami            | Stany Zjednoczone | Marlins Park                  | DJ Khaled                                       | 36,656 / 36,656              | $5,252,615       |
| 29 kwietnia 2016    | Tampa            | Stany Zjednoczone | Raymond James Stadium         | DJ Khaled                                       | 40,818 / 40,818              | $4,803,295       |
| 1 maja 2016         | Atlanta          | Stany Zjednoczone | Georgia Dome                  | DJ Khaled                                       | 46,321 / 46,321              | $5,801,725       |
| 3 maja 2016         | Raleigh          | Stany Zjednoczone | Carter–Finley Stadium         | DJ Khaled                                       | 38,292 / 38,292              | $4,810,620       |
| 7 maja 2016         | Houston          | Stany Zjednoczone | NRG Stadium                   | DJ Khaled                                       | 43,871 / 43,871              | $6,412,280       |
| 9 maja 2016         | Arlington        | Stany Zjednoczone | AT&T Stadium                  | DJ Khaled                                       | 42,235 / 42,235              | $5,954,775       |
| 12 maja 2016        | San Diego        | Stany Zjednoczone | Qualcomm Stadium              | DJ Khaled                                       | 45,885 / 45,885              | $6,028,115       |
| 14 maja 2016        | Pasadena         | Stany Zjednoczone | Rose Bowl                     | DJ Khaled                                       | 55,736 / 55,736              | $7,138,685       |
| 16 maja 2016        | Santa Clara      | Stany Zjednoczone | Levi’s Stadium                | DJ Khaled                                       | 44,252 / 44,252              | $6,201,845       |
| 18 maja 2016        | Seattle          | Stany Zjednoczone | CenturyLink Field             | DJ Khaled                                       | 46,529 / 46,529              | $5,415,810       |
| 20 maja 2016        | Edmonton         | Kanada            | Commonwealth Stadium          | n/a                                             | 39,299 / 39,299              | $3,723,830       |
| 23 maja 2016        | Minneapolis      | Stany Zjednoczone | TCF Bank Stadium              | DJ Drama                                        | 37,203 / 37,203              | $4,174,270       |
| 25 maja 2016        | Toronto          | Kanada            | Rogers Centre                 | DJ Scratch                                      | 45,009 / 45,009              | $4,440,554       |
| 27 maja 2016        | Chicago          | Stany Zjednoczone | Soldier Field                 | Rae Sremmurd                                    | 89,270 / 89,270              | $11,279,890      |
| 28 maja 2016        | Chicago          | Stany Zjednoczone | Soldier Field                 | DJ Scratch                                      | 89,270 / 89,270              | $11,279,890      |
| 31 maja 2016        | Pittsburgh       | Stany Zjednoczone | Heinz Field                   | Jermaine Dupri                                  | 36,325 / 36,325              | $3,927,805       |
| 3 czerwca 2016      | Foxborough       | Stany Zjednoczone | Gillette Stadium              | DJ Khaled                                       | 48,304 / 48,304              | $6,008,698       |
| 5 czerwca 2016      | Filadelfia       | Stany Zjednoczone | Lincoln Financial Field       | DJ Khaled                                       | 47,223 / 47,223              | $5,563,435       |
| 7 czerwca 2016      | Nowy Jork        | Stany Zjednoczone | Citi Field                    | DJ Khaled                                       | 73,486 / 73,486              | $11,461,340      |
| 8 czerwca 2016      | Nowy Jork        | Stany Zjednoczone | Citi Field                    | DJ Khaled                                       | 73,486 / 73,486              | $11,461,340      |
| 10 czerwca 2016     | Baltimore        | Stany Zjednoczone | M&T Bank Stadium              | DJ Khaled                                       | 47,819 / 47,819              | $5,770,660       |
| 12 czerwca 2016     | Hershey          | Stany Zjednoczone | Hersheypark Stadium           | DJ Khaled                                       | 26,662 / 26,662              | $3,474,695       |
| 14 czerwca 2016     | Detroit          | Stany Zjednoczone | Ford Field                    | DJ Khaled                                       | 41,524 / 41,524              | $5,471,395       |
| Europa              |                  |                   |                               |                                                 |                              |                  |
| 28 czerwca 2016     | Sunderland       | Wielka Brytania   | Stadium of Light              | DJ Magnum                                       | 48,952 / 48,952              | $4,996,960       |
| 30 czerwca 2016     | Cardiff          | Wielka Brytania   | Principality Stadium          | DJ Magnum                                       | 49,215 / 49,215              | $5,379,199       |
| 2 lipca 2016        | Londyn           | Wielka Brytania   | Stadion Wembley               | Zara Larsson Tinie Tempah Jess Glynne DJ Magnum | 142,500 / 142,500            | $15,301,688      |
| 3 lipca 2016        | Londyn           | Wielka Brytania   | Stadion Wembley               | Zara Larsson Tinie Tempah Jess Glynne DJ Magnum | 142,500 / 142,500            | $15,301,688      |
| 5 lipca 2016        | Manchester       | Wielka Brytania   | Emirates Old Trafford         | DJ Magnum                                       | 49,935 / 49,935              | $5,159,998       |
| 7 lipca 2016        | Glasgow          | Wielka Brytania   | Hampden Park                  | Chloe x Halle Ingrid                            | 46,058 / 46,058              | $4,707,580       |
| 9 lipca 2016        | Dublin           | Irlandia          | Croke Park                    | Chloe x Halle Ingrid                            | 68,575 / 68,575              | $7,449,942       |
| 12 lipca 2016       | Düsseldorf       | Niemcy            | Esprit Arena                  | Chloe x Halle Ingrid                            | 34,481 / 34,481              | $3,464,861       |
| 14 lipca 2016       | Zurych           | Szwajcaria        | Letzigrund Stadion            | Chloe x Halle Ingrid                            | 23,790 / 23,790              | $2,980,051       |
| 16 lipca 2016       | Amsterdam        | Holandia          | Amsterdam ArenA               | Chloe x Halle Ingrid                            | 49,436 / 49,436              | $4,712,051       |
| 18 lipca 2016       | Mediolan         | Włochy            | San Siro                      | Chloe x Halle Ingrid Sophie Beem                | 54,313 / 54,313              | $4,744,732       |
| 21 lipca 2016       | Paryż            | Francja           | Stade de France               | Chloe x Halle Ingrid                            | 75,106 / 75,106              | $6,258,954       |
| 24 lipca 2016       | Kopenhaga        | Dania             | Parken                        | Chloe x Halle Ingrid                            | 45,197 / 45,197              | $4,626,103       |
| 26 lipca 2016       | Sztokholm        | Szwecja           | Friends Arena                 | Chloe x Halle Ingrid                            | 48,519 / 48,519              | $3,937,498       |
| 29 lipca 2016       | Frankfurt        | Niemcy            | Commerzbank-Arena             | Chloe x Halle Ingrid                            | 36,647 / 36,647              | $3,739,440       |
| 31 lipca 2016       | Bruksela         | Belgia            | King Baudouin Stadium         | Chloe x Halle Ingrid                            | 48,955 / 48,955              | $4,681,095       |
| 3 sierpnia 2016     | Barcelona        | Hiszpania         | Estadi Olímpic Lluís Companys | Chloe x Halle Ingrid                            | 45,346 / 45,346              | $4,806,995       |
| Ameryka Północna    |                  |                   |                               |                                                 |                              |                  |
| 10 września 2016    | St. Louis        | Stany Zjednoczone | The Dome at America’s Center  | Vic Mensa                                       | 38,256 / 38,256              | $3,953,445       |
| 14 września 2016    | Los Angeles      | Stany Zjednoczone | Dodger Stadium                | Anderson Paak                                   | 47,440 / 47,440              | $6,736,700       |
| 17 września 2016    | Santa Clara      | Stany Zjednoczone | Levi’s Stadium                | DJ Scratch                                      | 44,015 / 44,015              | $4,898,690       |
| 22 września 2016    | Houston          | Stany Zjednoczone | NRG Stadium                   | DJ Khaled                                       | 42,635 / 42,635              | $5,107,065       |
| 24 września 2016    | Nowy Orlean      | Stany Zjednoczone | Mercedes-Benz Superdome       | DJ Khaled                                       | 46,474 / 46,474              | $5,349,960       |
| 26 września 2016    | Atlanta          | Stany Zjednoczone | Georgia Dome                  | DJ Khaled                                       | 45,126 / 45,126              | $5,374,615       |
| 29 września 2016    | Filadelfia       | Stany Zjednoczone | Lincoln Financial Field       | DJ Khaled                                       | 44,693 / 44,693              | $3,353,627       |
| 2 października 2016 | Nashville        | Stany Zjednoczone | Nissan Stadium                | DJ Khaled                                       | 43,013 / 43,013              | $5,182,345       |
| 7 października 2016 | East Rutherford  | Stany Zjednoczone | MetLife Stadium               | DJ Khaled                                       | 50,703 / 50,703              | $6,064,625       |
| Razem               | Razem            | Razem             | Razem                         | Razem                                           | 2,242,099 / 2,242,099 (100%) | $256,084,556     |